# 요한복음 5장
요한복음 5장은 신약성경 중 요한의 복음서의 다섯 번째 장을 의미한다.

## 예루살렘에서의 명절
예수는 1절에서 "명절"을 쇠기 위해 예루살렘을 방문한다. 요한복음 2장과 6장에서 유월절이 한번씩 등장하는데, 2~6장의 사건이 같은 해에 일어났다는 관점에서는 이 명절이 신명기 16장에서 말하는 칠칠절과 초막절들 중 하나인 것으로, 2~6장의 사건이 3년에 거쳐 일어났다는 관점에서는 본문의 명절 역시 유월절인 것으로 추정한다. 요한 알브레히트 벵엘은 복수의 문헌을 인용하며 이 날이 칠칠절, 즉 현재의 성령강림주일이라고 주장했다. 이 문제에 대해 결론을 내릴 수 없다는 입장도 존재한다. 9절에서는 이 날이 안식일였다고 말한다.

## 베데스다 연못

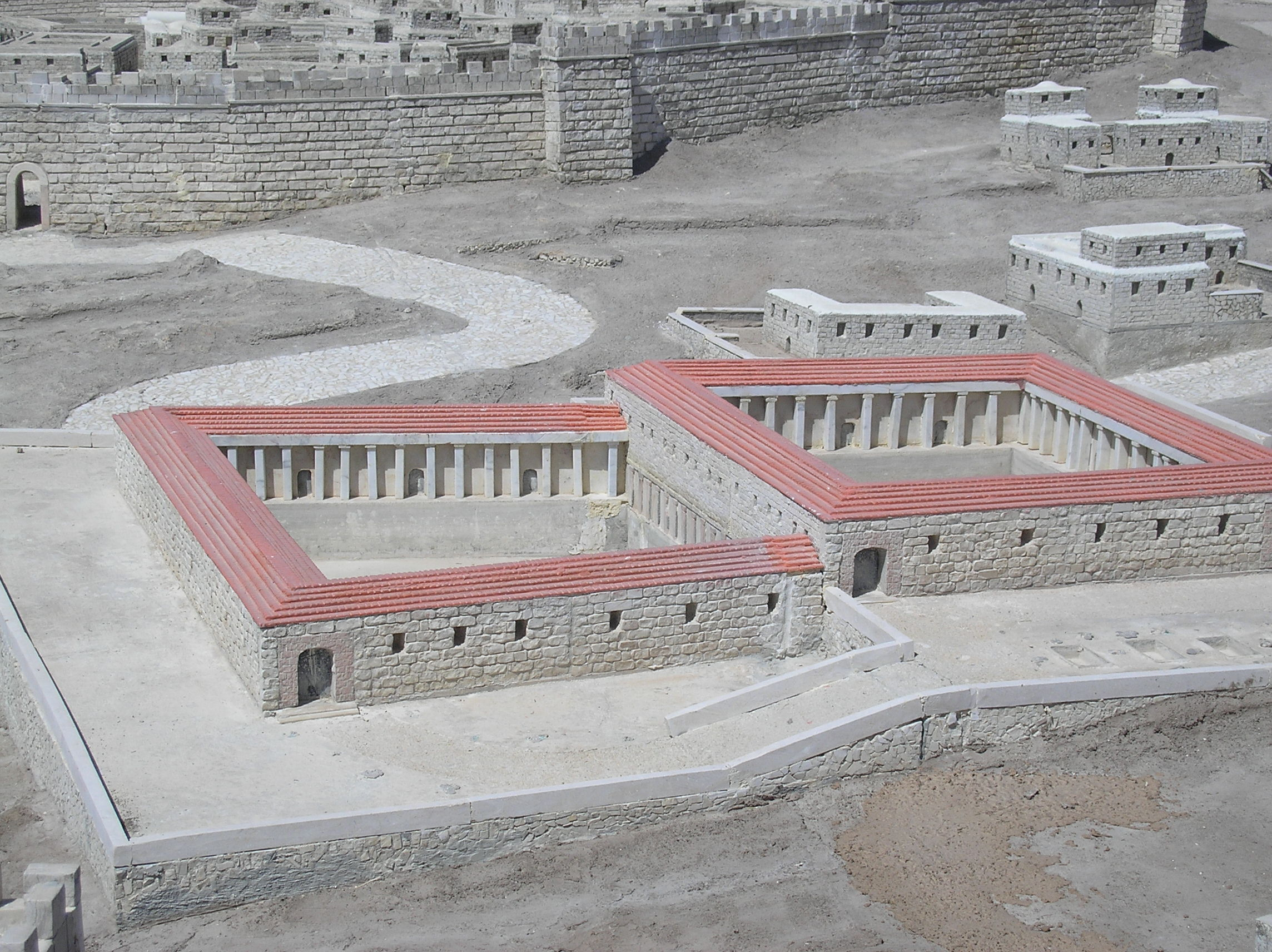
이스라엘 박물관의 베데스다 연못 모형

예수는 베데스다 연못에서 "네 자리를 들고 일어나 걸으라"는 말로 38년간 앓던 병자를 고친다. 그러나 그 날이 안식일이었기 때문에 유대인들은 병자를 나무라고, 그를 고친 이를 찾고자 하나 군중 속으로 사라진 예수를 찾지못한다. 예수는 이후 병자를 만나 죄를 짓지 말며, 죄를 지으면 더 흉한 일이 생길 수도 있다고 말한다. 이후 병자는 자신을 고쳐준 이가 예수였다고 유대인들에게 말한다. 베데스다 연못의 유적은 현재 예루살렘에 남아있다.

## 삽입구
3b절에서 4절의 내용은 텍스투스 레셉투스를 참조한 킹 제임스 성경에서는 등장하나, 대부분의 사본에서는 적혀져 있지 않다. 따라서 대부분의 본문비평가들은 이 구절이 요한에 의해 쓰여진 것이 아니라 이후 삽입된 것으로 간주한다.
3이 행각에는 소경과 절름발이와 중풍병자 등 수많은 병자들이 누워 있었는데 (그들은 물이 움직이기를 기다리고 있었다.
4이따금 주님의 천사가 그 못에 내려와 물을 휘젓곤 하였는데 물이 움직일 때에 맨 먼저 못에 들어가는 사람은 무슨 병이라도 다 나았던 것이다.)— 공동번역 개정판

## 예수가 하나님을 아버지라 부름
16절에서부터 유대인들은 예수를 박해하기 시작하는데, 죽이기로 모의하기 시작했다고 적힌 사본도 존재한다. 그러나 이 '죽이기로 모의했다'고 적힌 것은 18절에서 "죽이려는 마음을 더욱 굳혔다"고 서술된 것을 자연스럽게 하기 위해 후대에 삽입된 것으로 여겨진다. 이 구절부터 유대인들이 예수를 박해하는 기사가 나타난다. 유대인들이 예수를 박해하고자 한 근거는 첫째로 16절에서 말하듯 안식일을 어겼다는 것이고, 둘째로는 18절에서 말하듯 하나님을 "아버지"라 부르며 맞먹으려 들었기 때문이다. 감리교의 창시자 존 웨슬리는 이를 두고 "예수의 말을 들은 사람들은 모두 예수가 하나님과 동등해지려고 한 것으로 이해했다"고 말한다. 아우구스티누스는 예수가 자신이 하나님과 같다고 한 것은 요한복음 1장의 "말씀이 곧 하나님"이라는 서술과 같은 맥락이라고 설명했다.
예수는 이어 자신을 아들에, 하나님을 아버지에 빗대며 이야기한다. 예수는 우선 아들이 아버지와 다른 동기를 가질 수 없고, 오직 아버지가 하는 일을 따라 할 뿐이라고 말한 뒤, 30절에서 이 비유에서 아버지가 하나님이고 아들이 자신임을 밝힌다.
이 비유 이후에 예수는 아멘을 두 번(고대 그리스어: αμην αμην) 사용하며 두 가지 이야기를 하는데, 이 때 아멘 두번은 개역개정성경에서는 "진실로 진실로"로 번역되었다. 24절에서는 자기를 보낸 이를 믿으면 영생을 얻으리라 말하고, 25절에서는 죽인 이들이 하나님의 아들의 음성을 들으면 살아날 것인데, 지금이 바로 그 때라고 이야기한다.
개혁주의적 복음주의자 신학자인 D. A. 카슨은 24절을 시작된 종말론에 대한 강한 근거로 받아들이며, 신자들이 부활을 기대하며 말세를 기다릴 필요가 없다고 말한다. 루터교 신학자인 하인리히 마이어는 이 "때"가 예수가 처음 온 것으로부터 재림하기까지의 시간이므로, 이미 시작되었으나 아직 끝나지는 않았다고 본다.

## 사중 증언
31절에서 47절까지에서 예수는 자신을 사중으로 증언한다. 자기 자신이 말로 증언(고대 그리스어: η μαρτυρια)한다면 참되지 못하다고 말하며 다른 네 가지의 증거를 이야기하는데, 각각 다음과 같다.
- 세례자 요한의 증언 (33~35절)
- 예수 자신의 행적 (36절)
- 성경을 통한 아버지의 증언 (37~40절)
- 모세 (45~47절)

예수는 자신을 죽이려 하는 유대인들이 영생을 구하고자 성경을 공부하였으나, 성경이 자신에 대해 이야기하는 것은 받아들이지 않았다고 이야기한다. 이후 예수는 모세가 그들을 고발한다고 다음과 같이 이야기한다.
45그러나 내가 너희를 아버지께 고발하리라고 생각하지는 마라. 너희를 고발할 사람은 오히려 너희가 희망을 걸어온 모세이다.— 공동번역 개정판

이 때 모세가 그들을 고발한다고 이야기한 근거는 다음과 같다.
18:18'나는 네 동족 가운데서 너와 같은 예언자를 일으키리라. 내가 나의 말을 그의 입에 담아주리니, 그는 나에게서 지시받은 것을 그대로 다 일러줄 것이다.— 신명기, 공동번역 개정판

신학자 알버트 반즈는 이에 더해 고대의 교부들부터 현대의 신학자들이 모두 신명기에 언급된 예언자가 예수라는데 동의한다고 말한다. 이에 더해 47절의 "모세의 글(Γράμμασιν; his letter)도 믿지 않으니 어떻게 내 말(ῥήμασι)을 믿겠느냐?"에서 "글"과 "말"을 나타내기 위해 사용된 헬라어가 대조를 이룬다는 점을 강조하기도 한다. 이런 가르침은 다른 공관복음서에서는 십자가에 오르기 얼마 전부터 자신이 메시아라고 몇 번 직접적으로 말하는 것으로 나타나는데 비해, 요한복음에서만 특별하게 등장한다. 또한 공관복음서에서는 예수의 예루살렘에서의 가르침을 짧게 서술하는데 비해, 요한복음에서는 이 내용이 모두 예루살렘을 배경으로 둔다.